# Spilosoma luctifera
Spilosoma luctifera är en fjärilsart som beskrevs av Ignaz Schiffermüller 1776. Spilosoma luctifera ingår i släktet Spilosoma och familjen björnspinnare. Inga underarter finns listade i Catalogue of Life.